# The Show
The Show este al cincilea single lansat de grupul britanic Girls Aloud. Piesa a fost inclusă pe cel de-al doilea album de studio al grupului, What Will The Neighbours Say? și a fost lansat ca primul extras pe single al albumului, pe data de 28 iunie 2004. Cântecul a fost produs de Xenomania.

## Track listing-ul și formate
| #                           | Titlul                         | Durata |
| --------------------------- | ------------------------------ | ------ |
| UK CD single 1              |                                |        |
| 1.                          | "The Show"                     | 3:36   |
| 2.                          | "Jump" [Flip 'n' Fill Remix]   | 6:15   |
| CD2: Polydor / 9867040 (UK) |                                |        |
| 1.                          | "The Show"                     | 3:36   |
| 2.                          | "The Show" [Gravitas Club Mix] | 6:50   |
| 3.                          | "The After Show" [Interview]   | 5:30   |
| 4.                          | "The Show" [Video]             | 3:38   |
| 5.                          | "The Show" [Karaoke Video]     | 3:38   |
| 6.                          | "The Show" [Game]              |        |
| UK CD single 3              |                                |        |
| 1.                          | "The Show"                     | 3:36   |
| 2.                          | "Jump" [Flip 'n' Fill Remix]   | 6:15   |
| 3.                          | "The Show" [Ringtone]          |        |

## Versiuni și alte apariții
"The Show"
| Versiunea             | Apariția                                                                   |
| --------------------- | -------------------------------------------------------------------------- |
| Album Version         | "The Show" single, What Will the Neighbours Say?, The Sound of Girls Aloud |
| Flip 'n' Fill Remix   | "Love Machine" single                                                      |
| Tony Lamezma Club Mix | "Biology" single, Mixed Up                                                 |
| Video                 | "The Show" single, Girls on Film [DVD]                                     |

## Prezența în Clasamente
Single-ul a debutat pe locul #2 în clasamentul din Regatul Unit, având vânzări de peste 28,000 unități în prima săptămână. Single-ul a vândut aproape 90,000 de unități în total. În Irlanda single-ul a reușit să ajungă până pe locul #5. În Grecia, The Show a devenit cel mai de succes single al grupului, ajungând până pe prima poziție în clasamentul grec. În România piesa a ajuns doar până pe locul #100.

## Clasamente
| Clasament (2004)              | Poziția maximă |
| ----------------------------- | -------------- |
| UK Singles Chart              | 2              |
| Irish Singles Chart           | 5              |
| Romanian Singles Chart        | 100            |
| UK Radio Airplay              | 25             |
| Australian ARIA Singles Chart | 67             |
| Euro 200                      | 9              |